# Иванов, Иван Леонидович
Ива́н Леони́дович Ивано́в (род. 26 июня 1948, Архиповка, Приморский край) — советский легкоатлет, специалист по бегу на средние дистанции. Выступал за сборную СССР по лёгкой атлетике в начале 1970-х годов, чемпион Европы в помещении, победитель первенств всесоюзного и республиканского значения, участник летних Олимпийских игр в Мюнхене. Мастер спорта СССР международного класса.

## Биография
Иван Иванов родился 26 июня 1948 года в селе Архиповка Чугуевского района Приморского края.
Начал заниматься лёгкой атлетикой в 1965 году, проходил подготовку в Оренбурге в добровольном спортивном обществе «Труд», позже переехал на постоянное жительство в Москву, представлял спортивное общество «Спартак» и Вооружённые Силы. Был подопечным заслуженного тренера РСФСР Павла Семёновича Дёмина.
Впервые заявил о себе на международном уровне в сезоне 1970 года, когда вошёл в состав советской сборной и выступил на чемпионате Европы в помещении в Вене, где одержал победу в эстафете 400 + 600 + 800 + 1000 метров. Позднее на чемпионате СССР в Минске стал серебряным призёром в беге на 800 метров.
В 1971 году в дисциплине 800 метров одержал победу на зимнем чемпионате СССР в Москве и получил серебро на летнем чемпионате страны в рамках Спартакиады народов СССР в Москве.
В 1972 году на чемпионате Европы в помещении в Гренобле завоевал серебряные награды в беге на 800 метров и в эстафете 4 × 720 метров. На чемпионате СССР в Москве превзошёл всех соперников на 800-метровой дистанции — благодаря этой победе удостоился права защищать честь страны на летних Олимпийских играх в Мюнхене. На Олимпиаде в беге на 800 метров дошёл до стадии полуфиналов, тогда как в дисциплине 1500 метров остановился на предварительном квалификационном этапе.
В 1973 году на зимнем чемпионате СССР в Москве одержал победу на дистанции 1500 метров.
За выдающиеся спортивные достижения удостоен почётного звания «Мастер спорта СССР международного класса».